# Playing Family
Playing Family – polska formacja jazzowa, powstała w Krakowie w 1964 r. 
Zostawiła po sobie nagrania radiowe oraz dwie płyty LP.

## Historia
Pierwszy skład: Janusz Nowotarski (lider, klarnecista), Bogusław Mazurkiewicz, Andrzej Czechowski, Wojciech Salomon, Tadeusz Oferta, Jan Poprawa, Andrzej Czernicki.
Zespół zadebiutował na Krakowskich Zaduszkach Jazzowych. W 1967 r. zdobył pierwsze miejsce na festiwalu „Jazz nad Odrą” w kategorii jazz tradycyjny. W 1969 r. zawiesił działalność.
Reaktywował się (pod wodzą samego lidera) w 1979 roku w składzie: Ryszard Wojnarowski – trąbka, Przemysław Gwoździowski – saksofon, Janusz Nowak – puzon, Zbigniew Żmuda – gitara, Alosza Awdiejew – fortepian, Jan Budziaszek – perkusja, Kazimierz Adamczyk – kontrabas. 
Miejsce Gwoździowskiego zajął później Paweł Dalach. 
Na wyjazdy zagraniczne (RFN, Belgia, Holandia, Szwajcaria...) zespół przyjął nazwę „Swing Orchestra Cracow”. W zespole występowali następnie: Grażyna Auguścik, Lora Szafran, Andrzej Zaucha, Paweł Płużek, Tadeusz Rachoń, Ignacy Stojek, Leszek Szczerba, Andrzej Popiel, Kazimierz Adamczyk, Ryszard Wojnarowski, Janusz Nowak, Zbigniew Żmuda. 
W 1979 roku został wyróżniony na festiwalu w Bredzie. W 1981 - „Złota Tarka” w Warszawie, I miejsce w Spotkaniach Przyjaźni w Cieszynie oraz w „Traditional Jazz Meeting” w Krakowie. Na festiwalu „Pomorska Jesień Jazzowa” zdobył „Złoty Klucz do Kariery”.
29 maja 2010 w Studiu im. Romany Bobrowskiej Radia Kraków odbył się koncert w ramach jubileuszu 30 lecia Playing Family pt. „Playing Family reaktywacja”. Zespół ponownie wystąpił w składzie:
- Janusz Nowotarski – saksofon altowy, saksofon sopranowy, klarnet
- Adam Kawończyk – trąbka
- Andrzej Czechowski – puzon
- Janusz Nowak – puzon
- Ignacy Stojek – saksofon tenorowy
- Kasia Radwańska – wocal
- Tadeusz Rachoń – fortepian, akordeon
- Andrzej Popiel – instr. perkusyjne
- Witold Chronowski – gitara
- Marian Pawlik – kontrabas